# HMS Boadicea (H65)
«Боудісіа» (англ. HMS Boadicea (H65) — військовий корабель, ескадрений міноносець типу «B» Королівського військово-морського флоту Великої Британії за часів Другої світової війни.

## Історія створення
Ескадрений міноносець «Боудісіа» був закладений 11 липня 1929 року на верфі компанії Hawthorn Leslie and Company у Геббурні. 23 вересня 1930 року він був спущений на воду, а 7 квітня 1931 року увійшов до складу Королівських ВМС Великої Британії.

## Історія служби

### 1942
29 квітня 1942 року «Боудісіа» брав участь у супроводі конвою PQ 15, що йшов до Росії під командуванням британського адмірала Д.Тові.
17 грудня 1942 року «Боудісіа» входив до складу ескорту арктичного конвою JW 51A до Росії. Після успішного проведення конвою корабель повернувся зі зворотнім конвоєм RA 51.

### 1943
21 лютого 1943 року есмінець вийшов на супровід чергового конвою JW 53 до Росії

### 1944
У березні есмінець «Боудісіа» залучався до супроводження чергового арктичного конвою JW 58 з 47 транспортних та вантажних суден.
20 квітня 1944 року «Боудісіа» вийшов у черговий похід до Кольської затоки, супроводжуючи крейсер «Дайадем» і ескортні авіаносці «Фенсер» і «Актівіті», куди без втрат прибули 23 квітня.